# Češenik
Češenik je naselje v Občini Domžale.
Ob vzhodnem robu rodovitnega polja, ki se razprostira na ravnini med Dobom, Radomljami in Količevim (občina Domžale), ležita sosednji vasi Turnše in Češenik.
Češenik predstavlja vas z izrazito kmečkim značajem, za Turnše pa velja omeniti, da se zaradi enkratne lege skokovito povečujejo, saj se je št. prebivalcev od leta 1981, ko jih je tod živelo 152, povečalo na prek 250. Poglavitni vir zaposlitve tako za Turnše, kot tudi za Češenik so številna podjetja v bližnji okolici, nekateri pa si služijo kruh kot samostojni podjetniki.
Narava, ki objema vasi, je tod radodarna in mozaična. Na jugu in zahodu nudijo bogata polja okoliškim kmetom preživetje ali dodaten vir zaslužka. Na severu in vzhodu pa se vasi zlijeta z gozdom, ki se slikovito prepleta s travniki, senožetimi jasami, potoki in nenazadnje z močvirji in tako imenovanimi šotnimi barji, ki veljajao za edinstveno naravno dediščino.
Na teh barjih namreč uspeva vrsta ogroženih močvirskih rastlin, med katerimi je tudi barjevka, ki jo v Sloveniji najdemo samo tu.